# Hillsboro (Illinois)
Hillsboro település az Amerikai Egyesült Államok Illinois államában, Montgomery megyében, melynek megyeszékhelye is. Lakosainak száma 5902 fő (2020. április 1.).

## Népesség
A település népességének változása:

| 2010 | 6 207 |
| 2020 | 5 902 |